# Іорданський Володимир Борисович
Володи́мир Бори́сович Іорда́нський (рос. Владимир Борисович Иорданский; *1929 — 2010) — радянський і російський журналіст, африканіст, доктор історичних наук (1972). 

## З життєпису
Закінчив МГИМО (1951). 
У 1955-60 роки працював в Комітеті молодіжних організацій СРСР. 
Починаючи від 1960 року — кореспондент газети «Комсомольская правда» в Гані, від 1965 — заступник головного редактора тижневика «За рубежом». 

## Наукова і літературна діяльність
В. Б. Іорданський — автор праць з актуальних політичних проблем, культури і міфології африканських народів.
Вибрана бібліографія
- Огненные иероглифы (1968)
- Тупики и перспективы Тропической Африки (1970)
- Африканскими дорогами (1976)
- Хаос и гармония (1982)
- Звери, люди, боги: очерки африканской мифологии (1991).

## Джерело-посилання
- Володимир Борисович Іорданський на slovaronline.com (рос.)